# Esporte coletivo

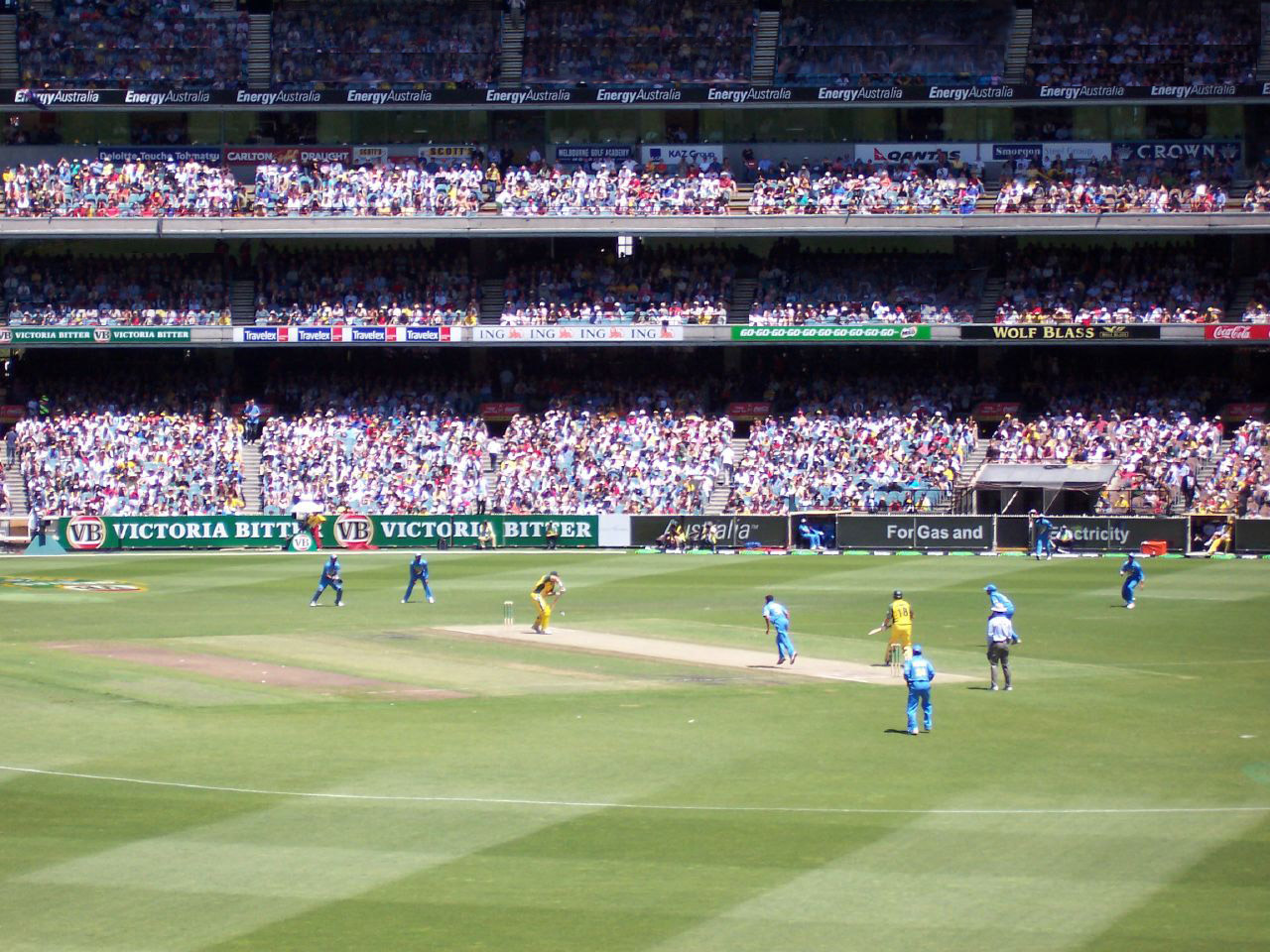
O críquete é um esporte de equipe popular jogado em nível internacional

Um esporte coletivo é um tipo de esporte onde a natureza fundamental do jogo ou esporte requer a participação de vários indivíduos trabalhando juntos como uma equipe, e é inerentemente impossível ou altamente impraticável executar o esporte como um esforço de um único jogador. Em esportes desse gênero, o esforço cooperativo dos membros do time é essencial para que ele funcione e alcance seus objetivos. O intuito geralmente envolve companheiros de equipe facilitando o movimento de uma bola ou objeto semelhante de acordo com um conjunto de regras para marcar pontos. Exemplos são basquete, vôlei, rúgbi, polo aquático, handebol, lacrosse, críquete, beisebol e as várias formas de futebol e hóquei. Esses esportes enfatizam o trabalho em equipe, a estratégia e a coordenação entre os membros da mesma enquanto competem contra equipes opostas para atingir um objetivo comum. Esportes de equipe não incluem eventos individuais ou individuais para a equipe dentro de um esporte.

## História

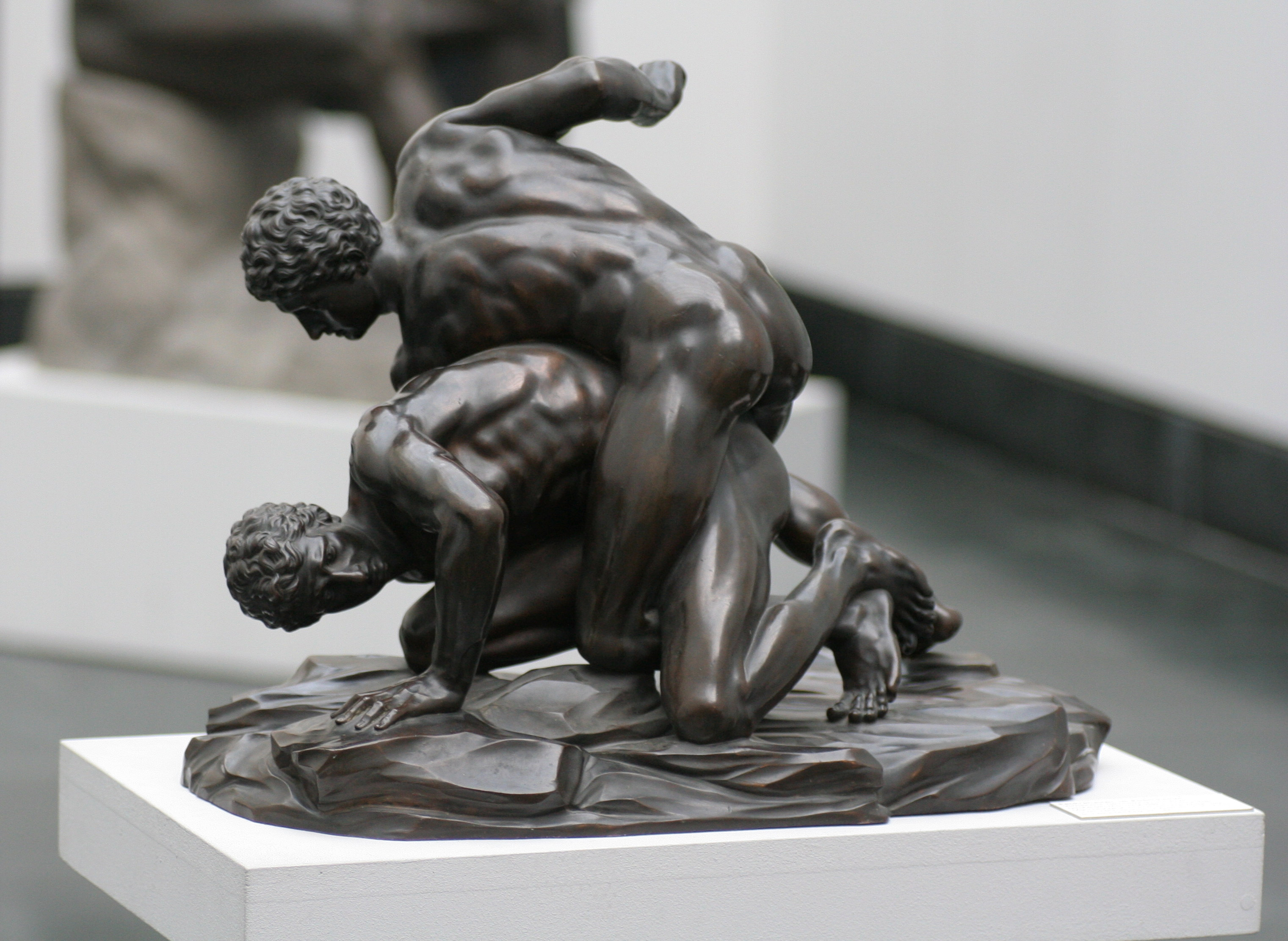
Lutadores gregos antigos

As áreas ao redor do Mediterrâneo tinham uma longa tradição de eventos atléticos. Os antigos egípcios e mesopotâmicos retratavam cenas atléticas nos túmulos de reis e seus nobres. Eles não realizavam, no entanto, competições regulares, e os eventos que ocorriam eram provavelmente privilégio de reis e classes altas. A cultura minoica tinha a ginástica em alta estima, com saltos de touro, quedas, corridas, lutas e boxe mostrados em seus afrescos. Os micênicos adotaram jogos minoicos e também corriam de bigas em cerimônias religiosas ou funerárias. Os heróis de Homero participam de competições atléticas para homenagear os mortos. Na Ilíada, há corridas de bigas, boxe, luta livre, uma corrida a pé, bem como esgrima, arco e flecha e lançamento de lança. A Odisseia adiciona a estes um salto em distância e um lançamento de disco.

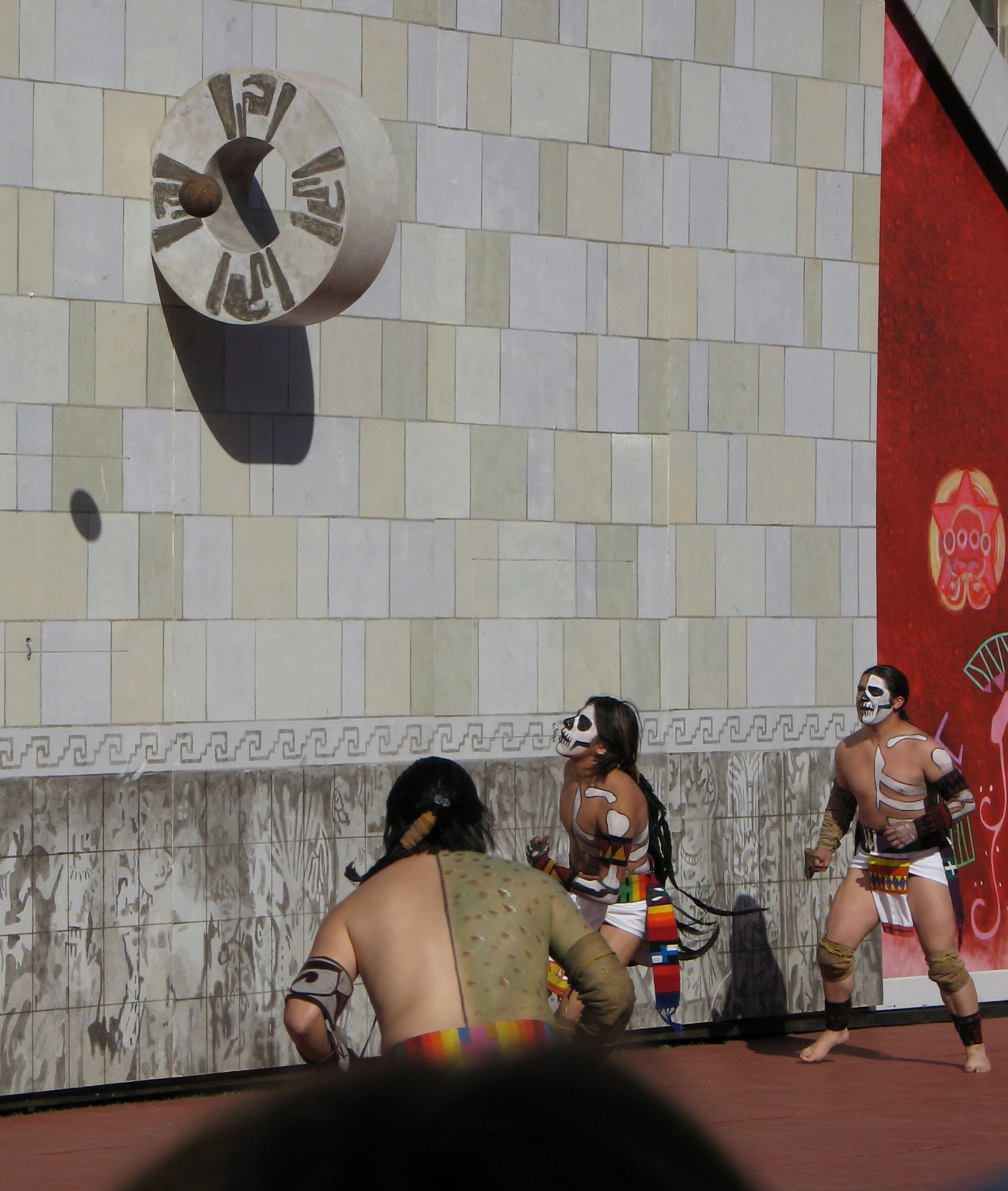
A bola na frente do gol durante uma partida de pok-ta-pok, 2006

Foi na Grécia que os esportes foram instituídos formalmente, com os primeiros Jogos Olímpicos registrados em 776 a.C. em Olímpia, onde foram celebrados até 393 d.C. Esses antigos Jogos Olímpicos consistiam em corrida, salto em distância, boxe, luta livre, pancrácio (esporte de combate), lançamento de disco e lançamento de dardo. Na província de Bayankhongor, na Mongólia, pinturas rupestres da era neolítica datadas de 7.000 a.C. retratam uma luta livre cercada por multidões. Pinturas rupestres pré-históricas no Japão mostram um esporte semelhante à luta de sumô. Em Wadi Sura, perto de Gilf Kebir, na Líbia, uma pintura rupestre neolítica na caverna de nadadores mostra evidências de natação e arco e flecha sendo praticados por volta de 6.000 a.C.
Os esportes coletivos têm uma história rica e antiga que remonta a milhares de anos. Essas atividades serviam como facetas importantes da sociedade, não apenas para a aptidão física, mas também para fins sociais, culturais e até políticos. Em civilizações antigas, os esportes coletivos eram prevalentes e frequentemente entrelaçados com práticas religiosas e culturais. Na Mesoamérica, o jogo de bola asteca, ollamaliztli, não era apenas um esporte, mas também um ritual com significado simbólico.
Os gregos, que lançaram as bases para muitos esportes contemporâneos, consideravam vários esportes de equipe como centrais para sua cultura. Os Jogos Olímpicos, registrados pela primeira vez em 776 a.C., apresentavam eventos como corridas de bigas e corridas de equipe, promovendo a unidade e a competição amigável entre as cidades-estado. Os espartanos, conhecidos por suas proezas militares, se envolviam em esportes de equipe como o epísquiro, um tipo de futebol.
Roma adotou e adaptou muitos esportes gregos, introduzindo o harpasto, um jogo de bola semelhante ao futebol, e os ludi circenses, que incluíam corridas de bigas em equipe. Esses esportes proporcionavam uma sensação de entretenimento e unidade, ao mesmo tempo que serviam como um meio de controle social.
Na China antiga, o cuju era um esporte coletivo popular, semelhante ao futebol moderno, praticado já na dinastia Han (206 a.C. – 220 d.C.). O esporte não era apenas uma forma de entretenimento, mas também um meio de promover a camaradagem entre as comunidades.